# Eulophia hians
Eulophia hians là một loài thực vật có hoa trong họ Lan. Loài này được Spreng. mô tả khoa học đầu tiên năm 1826.